# John Wyndham
John Wyndham (n. 10 iulie 1903; d. 11 martie 1969) a fost pseudonimul folosit de scriitorul englez de science fiction post-apocaliptic John Wyndham Parkes Lucas Beynon Harris.
La începuturile carierei, Wyndham a folosit diferite combinații ale numelor sale, cum ar fi "John Beynon" sau "Lucas Parkes".

## Biografie

### Tinerețea
John Wyndham Parkes Lucas Beynon Harris s-a născut în satul Knowle din Warwickshire, Anglia, ca fiu al avocatului George Beynon Harris și al lui Gertrude Parkes. Primii ani a locuit în Edgbaston, Birmingham, dar, la vârsta de 8 ani, părinții s-au despărțit iar el și fratele său, scriitorul Vivian Beynon Harris, și-au petrecut restul copilăriei într-o serie de într-o serie de școli pregătitoare și internate, inclusiv în  Blundell's School din Devon pe perioada Primului Război Mondial. Cea mai lungă ședere a fost la Bedales School din Hampshire (1918–1921), pe care a părăsit-o la 18 ani.
După terminarea studiilor, Wyndham și-a încercat norocul în diverse domenii, inclusiv agricultură, drept, publicitate și comerț, dar a trăit în principal din ajutorul primit din partea familiei. A început să scrie pentru bani în 1925, iar în 1931 vindea deja povestiri și seriale de ficțiune revistelor pulp SF americane, majoritatea sub pseudonimele 'John Beynon' sau 'John Beynon Harris'. De asemenea, a scris și câteva povestiri polițiste.

### Al Doilea Război Mondial
În timpul celui de-al Doilea Război Mondial Wyndham a fost mai întâi cenzor în Ministerul Informațiilor, apoi s-a înrolat în armată, servind ca și caporal în Royal Corps of Signals. A participat la debarcarea din Normandia, deși nu a fost implicat în primele faze ale operațiunii.

### După război
După război, Wyndham a revenit la scris, inspirat de succesul fratelui său, căruia îi fuseseră publicate patru romane. Până în 1951 și-a schimbat stilul, trecând și la un nou pseudonim, acela de John Wyndham, sub care a scris romanul Ziua trifidelor. Activitatea sa scriitoricească de dinainte de război nu a fost menționată la lansarea cărții, iar cititorii au fost îndemnați să creadă că au în față romanul de debut al unui scriitor necunoscut.
Cartea a avut un succes uriaș, propulsându-l pe Wyndham ca unul dintre exponenții importanți ai literaturii science fiction. A mai publicat șase romane sub pseudonimul John Wyndham, toate în timpul vieții. În 1963 s-a căsătorit cu Grace Wilson, pe care o cunoștea de mai bine de 20 de ani; au rămas căsătoriți până la moartea lui. S-a mutat din Penn Club, London, și s-a stabilit la Petersfield, Hampshire, lângă Bedales School.
A murit la 65 de ani în casa sa din Petersfield. O serie de cărți publicate în primii ani ai carierei au fost retipărite. Soția și fratele său i-au supraviețuit.

### Romane
- Foul Play Suspected (1935)
- The Secret People (1935) (ca John Beynon)
- Planet Plane (1936) (ca John Beynon; cunoscut și sub numele The Space Machine și Stowaway to Mars)
- Meteor (1941)
- The Day of the Triffids (1951) (cunoscut și ca Revolt of the Triffids)

ro. Ziua trifidelor (Traducere Sorin Voinea) - Editura Leda 2005, ISBN 973-7786-83-1
- The Kraken Wakes (1953) (publicat în Statele Unite sub titlul Out of the Deeps)
- The Chrysalids (1955) (publicat în Statele Unite sub titlul Re-Birth și adaptat ca piesă radiofonică de BBC Radio 4 la începutul anilor '80)

ro. Crisalidele (Traducere Sorin Voinea) - Editura Leda 2006, ISBN 973-7624-01-7
- The Midwich Cuckoos (1957) (ecranizat de două ori sub numele de Village of the Damned)
- The Outward Urge (1959)
- Trouble with Lichen (1960)
- Chocky (1968) (transformat într-o mini-serie TV pentru copii de către ITV, în 1985)

Ziua trifidelor, The Kraken Wakes, Crisalidele și The Midwich Cuckoos, scrise într-o perioadă destul de scurtă de timp în anii '50, sunt considerate vârful realizărilor lui Wyndham. Ziua trifidelor rămâne cea mai cunoscută operă a lui, dar unii dintre cititori (incluzând autorul și criticul SF Brian Aldiss) consideră Crisalidele ca fiind cea mai bună lucrare.

#### Romane postume
- Web (1979) (publicat de Michael Joseph în 1979 și Penguin în 1980) - o operă care, deși e mai puțin cunoscută, include toate temele sale majore
- Plan for Chaos (2009) (publicat de către University of Liverpool Press)

### Culegeri de povestiri
- Jizzle (1954)
- The Seeds of Time (1956)
- Tales of Gooseflesh and Laughter (1956) - publicată de Ballantine doar pentru piața americană, conține povestiri din volumele Jizzle și The Seeds of Time
- Consider Her Ways and Others (1961) - include Consider Her Ways; Odd; Oh, Where, Now is Peggy MacRafferty?; Stitch in Time; Random Quest; A Long Spoon
- The Infinite Moment (1961)

#### Culegeri de povestiri postume
- Sleepers of Mars (1973)
- The Best of John Wyndham (1973)
- Wanderers of Time (1973) - o culegere de cinci povestiri publicate inițial în revistele anilor '30: Wanderers of Time, Derelict of Space, Child of Power, The Last Lunarians și The Puff-ball Menace (cunoscută și ca Spheres of Hell)
- Exiles on Asperus (1979)
- No Place like Earth (2003)